# Paul Haarhuis
Paul Vincent Nicholas Haahuis (født 19. februar 1966 i Eindhoven, Holland) er en mandlig tennisspiller fra Holland. Han var en af verdens bedste doublespillere i 1990'erne og vandt i løbet af sin karriere seks grand slam-titler – alle i herredouble, heraf fem med Jacco Eltingh og en med Jevgenij Kafelnikov som makker. Haarhuis blev i 1998 kåret som ITF-verdensmester i herredouble sammen med Eltingh.
Haarhuis vandt 54 ATP-turneringer i herredouble, heraf to ATP Tour World Championships og 10 ATP Tour Masters 1000-titler, og 1 ATP-singletitel.
Han var nr. 1 på ATP's verdensrangliste i herredouble i 71 uger i perioden 1994-99, hvoraf den længste sammenhængende periode var 29 uger i træk fra 12. september 1994 til 2. april 1995. Hans bedste placering på singleranglisten var nr. 18 den 6. november 1995.